# Marianów (gmina Burzenin)
Marianów – wieś w Polsce, położona w województwie łódzkim, w powiecie sieradzkim, w gminie Burzenin.
W latach 1975–1998 miejscowość należała administracyjnie do województwa sieradzkiego.